# 第二十条
《第二十条》（英語：Article 20），原名《正当防卫》，2024年中国大陆剧情喜剧电影，由张艺谋执导，雷佳音、马丽、赵丽颖、高叶、刘耀文领衔主演。该片于2023年7月在河北廊坊市开机，2023年8月杀青，2024年2月10日（大年初一）在中国大陆上映。片名取自《中华人民共和国刑法》第二十条有关“正当防卫”的法条规定。

## 剧情简介
自从在市检察院打临时工后，韩明（雷佳音饰）就接连遇到麻烦。他的儿子韩雨辰（刘耀文饰）在学校见义勇为，殴打教导处张主任（张译饰）的儿子，不肯道歉。他的妻子李茂娟（马丽饰）愤愤不平，反过来攻击张主任。合伙人陆玲玲（高叶饰）意见不合，案子悬而未决。在另一起案件中，郝秀平（赵丽颖饰）被迫陷入绝境，处于极其危急的境地。爱情与法律的较量正在展开，事业与家庭之间的平衡也在进行中。韩明决定冒着一切风险，以自己的方式给予公平正义。

## 演员
| 姓名   | 角色         | 介绍                               |
| ------ | ------------ | ---------------------------------- |
| 雷佳音 | 韩明         | 市检察院检察官                     |
| 马丽   | 李茂娟       | 韩明妻子                           |
| 赵丽颖 | 郝秀萍       | 听障母亲、王永强妻子               |
| 高叶   | 吕玲玲       | 市检察院检察官、韩明同事兼大学同学 |
| 刘耀文 | 韩雨辰       | 高中生、韩明儿子                   |
| 王骁   | 田副检       |                                    |
| 陈明昊 | 李茂全       | 警察、韩明大舅子                   |
| 潘斌龙 | 王永强       |                                    |
| 张译   | 张主任       | 张科父亲，学校教导主任             |
| 范伟   | 刘炳仁       | 村霸父亲                           |
| 于和伟 | 王检         |                                    |
| 许亚军 | 曹书记       |                                    |
| 李乃文 | 班主任       |                                    |
| 蒋奇明 | 陈律师       | 张主任外甥                         |
| 阿如那 | 刘文经       | 村霸                               |
| 杨皓宇 | 张贵生       | 公交车司机                         |
| 许静雅 | 丫丫         |                                    |
| 乔杉   | 小卖部老板   |                                    |
| 蒋诗萌 | 小卖部老板娘 |                                    |
| 王沛禄 |              |                                    |
| 丁勇岱 | 赵厅         |                                    |
| 刘奕铁 | 小王         |                                    |
| 陈宣菲 | 娟娟         |                                    |
| 史彭元 | 张科         | 高中生、校园霸凌者                 |
| 宋木子 | 保安         |                                    |
| 陈永胜 | 司机         |                                    |
| 张壹男 | 司机         |                                    |

## 制作

### 拍摄
主要拍摄于2023年7月1日在廊坊开始。同年8月下旬杀青。

## 发布
2024年1月12日该片正式宣布将于2024年2月10日（农历新年正一）上映。同时，发布了预定的海报，首次公开了演员的全部阵容。该片还在同一天发布了预告片。

## 电影歌曲
| 曲別   | 歌名     | 作曲   | 作詞   | 演唱者 |
| ------ | -------- | ------ | ------ | ------ |
| 推广曲 | 《我也》 | 宋宇宁 | 宋宇宁 | 梁龙   |
| 片尾曲 | 《你也》 | 陈嬛   | 陈嬛   | 张碧晨 |

## 奖项
| 年份 | 颁奖典礼                   | 奖项             | 入围者       | 结果 |
| ---- | -------------------------- | ---------------- | ------------ | ---- |
| 2024 | 第37届大众电影百花奖       | 最佳影片         | 《第二十条》 | 提名 |
| 2024 | 第37届大众电影百花奖       | 最佳编剧         | 李萌、张艺谋 | 提名 |
| 2024 | 第37届大众电影百花奖       | 最佳导演         | 张艺谋       | 獲獎 |
| 2024 | 第37届大众电影百花奖       | 最佳女主角       | 马丽         | 獲獎 |
| 2024 | 第37届大众电影百花奖       | 最佳女配角       | 赵丽颖       | 獲獎 |
| 2024 | 第37届大众电影百花奖       | 最佳新人         | 刘耀文       | 提名 |
| 2024 | 第19届中国长春电影节金鹿奖 | 最佳导演         | 张艺谋       | 獲獎 |
| 2024 | 第37届中国电影金鸡奖       | 最佳故事片       | 《第二十条》 | 獲獎 |
| 2024 | 第37届中国电影金鸡奖       | 最佳编剧         | 李萌、张艺谋 | 提名 |
| 2024 | 第37届中国电影金鸡奖       | 最佳男主角       | 雷佳音       | 獲獎 |
| 2024 | 第37届中国电影金鸡奖       | 最佳女主角       | 马丽         | 提名 |
| 2024 | 第37届中国电影金鸡奖       | 最佳女配角       | 赵丽颖       | 提名 |
| 2024 | 第37届中国电影金鸡奖       | 最佳美术         | 林木         | 提名 |
| 2024 | 第37届中国电影金鸡奖       | 最佳音乐         | 彭飞         | 提名 |
| 2025 | 第20届华表奖               | 优秀故事片奖     | 《第二十條》 | 獲獎 |
| 2025 | 第43屆香港電影金像獎       | 最佳亞洲華語電影 | 《第二十條》 | 提名 |

## 票房
中国大陆票房为24.50亿人民币。
| 上一届： 《热辣滚烫》 | 2024年中國內地一周票房冠軍 第8-9週 | 下一届： 《周處除三害》 |